# 馮本
馮本，北平大名府南樂縣人，明朝政治人物、進士出身。

## 生平
鄉試第三名。洪武四年，會試四十名，登進士三甲，授青州府日照縣縣丞。